# Crocidura maxi
Crocidura maxi és una espècie de musaranya del gènere Crocidura. És endèmica d'Indonèsia. Fou anomenada en honor del naturalista i propietari de plantacions neerlandès Max Eduard Gottlieb Bartels.